# 陳以瑞
陳以瑞（？—？），號麟定，江西南昌府進賢縣人。

## 生平
万历四十三年（1615年）乙卯科江西乡试举人，四十七年（1619年）己未科進士，通政司觀政，本年十月授浙江丽水县知县，天啓二年（1622年）调繁福建漳浦县，天啓四年十月以福建官兵破走红夷，焚其城献俘，五年以功劳行取考选，授云南道御史，首疏劾少詹事钱谦益主试潜通关节，居官把持朝政；兵部主事沈正宗筮仕已多劣状，察处复鑽美曹，俱削籍追夺诰命。寻以荐人被斥责。又疏纠礼科给事中刘懋，言懋东林嫡派，咆哮一官，方其作令新安，贪酷万状。参原任太仆寺少卿刘兰、吏部验封司郎中吕维祺，荐原任光禄寺少卿蔡献臣、原任绍兴府知府齐琦名。天啓七年（1627年）以陪推按差削籍。崇禎元年起福建道御史，二年革职为民。

## 家族
曾祖陳光，封编修。祖父陳棟，会元，嘉靖四十四年乙丑科探花及第。父陳维智，見任通判。